# Гатауллин, Радион Аксанович
Радион Аксанович Гатау́ллин (род. 23 ноября 1965 года, Ташкент, Узбекская ССР, СССР) — советский и российский легкоатлет, прыгун с шестом. Мастер спорта СССР международного класса (1984). Заслуженный мастер спорта СССР (1989). Этнический татарин.
Серебряный призёр Олимпийских игр 1988 года. Чемпион мира в помещении (1989, Будапешт). Второй прыгун после Сергея Бубки, сумевший преодолеть планку на высоте 6,00 м. Рекордсмен мира по прыжкам с шестом в закрытых помещениях — 6,02 м (1989, Гомель). Лучший результат на открытом стадионе — 6,00 м (1989, 1993, 1994). Многократный победитель и призёр всесоюзных и всероссийских первенств.

## Биография
Отец — летчик-испытатель гражданской авиации в Ташкенте, мать — доцент кафедры гигиены мединститута.
Начинал как десятиборец, но с 1979 года стал заниматься прыжками с шестом. Первый тренер — Валерий Романович Коган. Звание мастера спорта получил в 17 лет.
В 1983 году стал победителем юниорского первенства Европы. Тренировался под руководством Александра Кирилловича Оковитого.
После 1992 года выступал под флагом России, жил в Санкт-Петербурге. Завершил выступления в 2002 году, после чего перешёл на тренерскую работу.
По первой специальности — врач-терапевт.
Жена — Татьяна Решетникова (бег с барьерами). Старший брат — инженер-самолетостроитель, младший брат — Руслан Гатауллин (прыжки в длину). Дочь — Аксана (прыжки с шестом).